# Remballe
La remballe est une pratique de déconditionnement et reconditionnement d'aliments périssables, notamment la viande et le poisson. C'est une pratique illégale, en vertu des lois sanitaires et de protection du consommateur.

## En France
D'après le magazine 60 millions de consommateurs, cette pratique, révélée en France par plusieurs enquêtes en 1995, n'aurait pas entièrement cessé aujourd'hui[Quand ?]. La remballe a conduit à des poursuites juridiques car la vente d'aliments périmés peut entraîner des intoxications alimentaires notamment par la prolifération de bactéries pathologiques. Plusieurs documentaires diffusés à la télévision et parutions d'articles de journaux,, ont mis au jour cette pratique dans les boucheries du secteur de la grande distribution.
Le journal Libération démystifie[pas clair] les pratiques de la remballe et la modification de la date limite de consommation (DLC). Le premier procédé est justifié par des manipulations intenses qui tendent à dégrader les emballages et leurs contenus, et ainsi en refaire de nouveaux pour minimiser les pertes dans les rayons de la boucherie des grandes surfaces. Jusqu'en 1992, la loi dispose par[pas clair] l'arrêté ministériel du 18 juillet 1977 modifié par un autre arrêté ministériel du 28 décembre 1984 que « le reconditionnement des viandes est interdit ». À partir du 17 mars 1992, un nouvel arrêté est adopté, qui abroge le précédent pour lequel aucune indication n'est mentionnée sur la remballe. Le second procédé de manipulation de la date limite de consommation reste répréhensible.
Elle est régie en application de l'article L213-2 du code de la consommation, du 1er juillet 2016, disposant :
« Les peines prévues à l'article L. 213-1 sont portées à sept ans d'emprisonnement et à 750 000 € d’amende si le délit ou la tentative de délit prévus au même article L. 213-1 :
1. Ont eu pour conséquence de rendre l’utilisation de la marchandise dangereuse pour la santé de l’homme ou de l’animal ;
2. Ont été commis en bande organisée.

Les peines d’amende prévues au présent article peuvent être portées, de manière proportionnée aux avantages tirés du manquement, à 10 % du chiffre d’affaires moyen annuel, calculé sur les trois derniers chiffres d'affaires annuels connus à la date des faits »,.

## Au Québec
Une enquête de Radio Canada en 2014 révèle des pratiques systématiques de réemballage des viandes, notamment dans la chaîne de supermarchés IGA au Québec. Des analyses sur des morceaux de poulet ont donné des taux de bactéries de quatre à trente-cinq fois supérieures à la norme. À la suite de ces révélations, le gouvernement envisage d'instaurer une loi interdisant tout réemballage de produits frais. Le ministre de l'Alimentation, Pierre Paradis, admet que la pratique s'est généralisée dans les supermarchés de la province.

## En Suède
En Suède, à la suite de la diffusion en décembre 2007, d'un documentaire sur la remballe[réf. nécessaire], quatre magasins de la franchise ICA et leurs managers ont été mis en faute publiquement.

## Évolution de la pratique
Il est probable que cette fraude tendra à disparaître avec la raréfaction des ateliers de découpe et de conditionnement dans les magasins de distribution[réf. nécessaire]. En effet, la vente sous atmosphère protectrice (ou MAP ou atmosphère contrôlée) rend l'emballage inviolable. Un équipement industriel est nécessaire pour procéder à la modification du gaz environnant la viande, à l'operculage puis à l'étiquetage de la barquette.

## Alertes
Certains indices doivent alerter le consommateur : 
- Une couleur de viande plus grise qu'une autre, pour une date limite de consommation (DLC) identique d'un même type de viande, en particulier dans un même emballage ;
- Des poubelles pleines d'emballages vides de viande périmée.